# Circuito Mundial de Voleibol de Praia de 1991
O Circuito Mundial de Voleibol de Praia de 1991 foi a quinta edição das séries internacionais de vôlei de praia organizadas pela Federação Internacional de Voleibol (FIVB). Para a edição 1991, o Circuito incluiu 6 torneios Open apenas para o naipe masculino.

## Calendário

### Feminino
| Torneio                    | Ouro | Prata | Bronze | Quarto lugar |
| Não houve disputa em 1991. |      |       |        |              |

### Masculino
| Torneio                                                                          | Ouro                                            | Prata                                    | Bronze                                | Quarto lugar                                    |
| Aberto do Rio de Janeiro Rio de Janeiro, Brasil De 12 a 23 de fevereiro de 1991. | Estados UnidosSinjin Smith · Randy Stoklos      | Estados UnidosTim Hovland · Kent Steffes | BrasilAndré Lima · Guilherme Marques  | Estados UnidosMichael Dodd · Jon Stevenson      |
| Aberto de Sydney Sydney, Austrália De 14 a 17 de março de 1991.                  | Estados UnidosSinjin Smith · Randy Stoklos      | BrasilAndré lima · Guilherme Marques     | BrasilRoberto Lopes · Franco Neto     | FrançaJean-Philippe Jodard · Christian Penigaud |
| Aberto de Yokohama Yokohama , Japão De 20 a 21 de julho de 1991.                 | Estados UnidosAl Janc · Tim Walmer              | BrasilAndré lima · Guilherme Marques     | AustráliaAndy Burdin · Julien Prosser | ItáliaGianni Mascagna · Marco Solustri          |
| Aberto de Cap d'Agde Cap d'Agde, França De 25 a 28 de julho de 1991.             | Estados UnidosJohn Eddo · Leif Hanson           | ItáliaAndrea Ghiurghi · Dio Lequaglie    | BrasilAndré Lima · Guilherme Marques  | FrançaJean-Philippe Jodard · Christian Penigaud |
| Aberto de Cattolica Cattolica, Itália De 29 de julho a 4 de agosto de 1991.      | Estados UnidosSinjin Smith · Randy Stoklos      | Estados UnidosJohn Eddo · Leif Hanson    | BrasilAndré Lima · Guilherme Marques  | ItáliaGianni Mascagna · Marco Solustri          |
| Aberto de Almeria Almeria, Espanha De 7 a 11 de agosto de 1991.                  | FrançaJean-Philippe Jodard · Christian Penigaud | BrasilMarlos Cogo · Marco Tullio         | BrasilAndré Lima · Guilherme Marques  | BrasilEduardo Garrido · Roberto Moreira         |

## Quadro de medalhas
| Ordem | País           | Medalha de ouro | Medalha de prata | Medalha de bronze | Total |
| ----- | -------------- | --------------- | ---------------- | ----------------- | ----- |
| 1.    | Estados Unidos | 5               | 2                | 0                 | 7     |
| 2.    | Brasil         | 0               | 3                | 5                 | 8     |
| 3.    | França         | 1               | 0                | 0                 | 1     |
| 4.    | Itália         | 0               | 1                | 0                 | 1     |
| 5.    | Austrália      | 0               | 0                | 1                 | 1     |